# Adnane Badrane
Pour les articles homonymes, voir Badrane.
Adnane Badrane (en arabe: عدنان بدران), né le 15 décembre 1935 à Jerash, est un homme politique jordanien. Il a été premier ministre en 2005.